# 폴 지어마티
폴 에드워드 밸런타인 지어마티(영어: Paul Edward Valentine Giamatti, 1967년 6월 6일 ~ )는 미국의 배우이다.

## 출연 작품
- 어메이징 스파이더맨 2
- 페이첵
- 컨피던스
- 빅 마마 하우스
- 일류셔니스트 - 올 경감 역
- 노예 12년
- 어린 왕자
- 갤럭시 히어로즈: 라쳇 앤 클랭크
- 아브릴과 조작된 세계
- 빌리언스
- 정글 크루즈 - 닐로 역

## 수상
- 2004년 센트 조어디 어워드 남자배우상
- 2004년 제75회 미국비평가협회상 신인남우상
- 2004년 제17회 시카고비평가협회상 남우주연상
- 2004년 제69회 뉴욕비평가협회상 남우주연상
- 2004년 샌프란시스코비평가협회상 남우주연상
- 2004년 댈러스-포트워스비평가협회상 남우주연상
- 2004년 루와비평가협회상 남우주연상
- 2004년 여성비평가협회상 남우주연상
- 2005년 온라인영화비평가협회상 남우주연상
- 2005년 센트 조어디 어워드 남자배우상
- 2005년 골드더비어워즈 영화부문 남우주연상
- 2005년 제11회 미국배우조합상 영화부문 캐스팅상
- 2005년 제26회 보스턴비평가협회상 남우조연상
- 2005년 토론토비평가협회상 남우주연상
- 2005년 US 코미디아트페스티벌 남우주연상
- 2005년 캔자스시티비평가협회상 남우조연상
- 2005년 남동부비평가협회상 남우조연상
- 2005년 루와비평가협회상 남우조연상
- 2006년 제5회 워싱턴비평가협회상 남우조연상
- 2006년 플로리다비평가협회상 남우조연상
- 2006년 제11회 크리틱스초이스 남우조연상
- 2006년 제12회 미국배우조합상 영화부문 남우조연상
- 2006년 센트 조어디 어워드 남자배우상
- 2006년 토론토비평가협회상 남우조연상
- 2006년 온라인영화비평가협회상 남우조연상
- 2008년 제60회 에미상 TV영화/미니시리즈부문 남우주연상
- 2008년 TCA 어워즈 드라마부문 남자배우상
- 2008년 골든님포어워즈 미니시리즈부문 남자배우상
- 2008년 골드더비어워즈 TV영화/미니시리즈부문 남우주연상
- 2008년 제13회 새틀라이트시상식 TV영화/미니시리즈부문 남우주연상
- 2008년 온라인영화&텔레비전협회상 TV미니시리즈부문 남우주연상
- 2009년 제66회 골든글로브시상식 TV영화/미니시리즈부문 남우주연상
- 2009년 제15회 미국배우조합상 TV영화/미니시리즈부문 남자연기상
- 2010년 제45회 카를로비바리국제영화제 남우주연상
- 2010년 지니 어워드 남우주연상
- 2011년 인디애나비평가협회상 남우주연상
- 2011년 벤쿠버비평가협회상 캐나다영화부문 남우주연상
- 2011년 제68회 골든글로브시상식 뮤지컬/코미디부문 남우주연상
- 2011년 온라인영화&텔레비전협회상 TV미니시리즈부문 남우조연상
- 2012년 제18회 미국배우조합상 TV영화/미니시리즈부문 남자연기상